# Kabinett Frölich I
Das Kabinett Frölich I bildete die Staatsregierung des Landes Thüringen vom 7. Oktober 1921 bis 11. September 1923. Das Kabinett konnte sich nicht auf die Mehrheit der Abgeordneten des Landtags stützen und regierte unter Tolerierung durch die KPD.

## Mitglieder
| Amt                                          | Name                                                       | Bild | Partei | Partei |
| -------------------------------------------- | ---------------------------------------------------------- | ---- | ------ | ------ |
| Leitender Staatsminister                     | August Frölich                                             |      |        | SPD    |
| Stellvertreter des Leitenden Staatsministers | Karl Hermann                                               |      |        | USPD   |
| Inneres                                      | Karl Hermann                                               |      |        | USPD   |
| Justiz                                       | Karl Eduard Freiherr von Brandenstein bis 27. Oktober 1922 |      |        | SPD    |
| Justiz                                       | Roman Rittweger ab 20. Dezember 1922                       |      |        | SPD    |
| Finanzen                                     | Emil Hartmann                                              |      |        | SPD    |
| Wirtschaft                                   | August Frölich                                             |      |        | SPD    |
| Volksbildung                                 | Max Richard Greil                                          |      |        | SPD    |
| Staatsrat (für Gotha)                        | Hermann Brill                                              |      |        | SPD    |
| Staatsrat (für Sondershausen)                | Bruno Bieligk                                              |      |        | SPD    |
| Staatsrat (für Meiningen)                    | Louis Rennert                                              |      |        | SPD    |